# الشهر الوطني لصحة البروستاتا

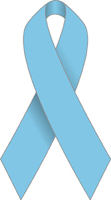
شعار شهر التوعية بسرطان البروستاتا

يتم الاحتفال بشهر صحة البروستاتا الوطني (NPHM)، المعروف أيضًا باسم شهر التوعية الوطني بسرطان البروستاتا ، خلال شهر سبتمبر في أمريكا الشمالية من قبل خبراء الصحة والمدافعين عن الصحة والأفراد المهتمين بصحة البروستاتا لدى الرجال وسرطان البروستاتا. إن تحديد شهر للتوعية يخدم غرضين:
- زيادة الوعي العام بأهمية صحة البروستاتا والتوعية بسرطان البروستاتا.
- توفير فحوصات صحة البروستاتا وفحوصات سرطان البروستاتا التي يمكن الوصول إليها بسهولة.
- التثقيف حول عوامل الخطر وأعراض صحة البروستاتا وسرطان البروستاتا.
- الدعوة إلى إجراء المزيد من الأبحاث حول قضايا صحة البروستاتا وسرطان البروستاتا.

## البداية
تم تعيين شهر سبتمبر لأول مرة كشهر وطني لصحة البروستاتا من قبل مؤسسة الأمراض البولية الأمريكية (AFUD) في عام 1999. تُعرف المؤسسة الآن باسم مؤسسة رعاية المسالك البولية. في الأصل كانت أهداف شهر التوعية أكثر تحديدًا، مع التركيز على جعل الجمهور أكثر اطلاعًا على قضايا صحة البروستاتا.
في عام 2001، أقر مجلس الشيوخ القرار رقم 138 الذي رعاه السيناتور كونراد بيرنز (جمهوري من ولاية مونتانا) هذا الأسبوع وأكد أن شهر صحة البروستاتا سيتم الاحتفال به سنويًا. في إعلان رئاسي صدر عام 2003، أعرب الرئيس جورج دبليو بوش عن دعمه لهذا الشهر، ولكن بدلاً من تحديده ليكون مخصصًا لصحة البروستاتا بشكل عام، أطلق على الشهر اسم "شهر التوعية الوطني بسرطان البروستاتا ".
تم تعيين شهر سبتمبر 2015 شهرًا وطنيًا للتوعية بسرطان البروستاتا من قبل إدارة أوباما.

## الاحتفالات ذات الصلة
في عام 1989، قبل عقد من الزمان من إنشاء شهر صحة البروستاتا الوطني، تم اختيار الأسبوع من 17 سبتمبر إلى 24 سبتمبر كأسبوع التوعية بسرطان البروستاتا. بعد إنشاء الأسبوع الوطني للصحة العامة، أصبح شهر سبتمبر يتضمن احتفالات بأسابيع صحية أخرى ذات صلة. يتم الاحتفال بأسبوع التوعية بالتهاب البروستاتا من 10 سبتمبر إلى 16 سبتمبر ويتم الاحتفال بأسبوع التوعية بتضخم البروستاتا الحميد من 24 سبتمبر إلى 30 سبتمبر. مع ذلك، لا يتم الاحتفال بجميع مشاكل صحة الرجال في شهر سبتمبر. على سبيل المثال، يتم الاحتفال بأسبوع التوعية بسرطان الخصية خلال الأسبوع من 1 أبريل إلى 7 أبريل.
- 9/10 – 9/16: أسبوع التهاب البروستاتا.
- 9/17 – 9/24: أسبوع سرطان البروستاتا.
- 24/9 – 30/9: أسبوع تضخم البروستاتا الحميد.
- 4/1 – 4/7: أسبوع التوعية بسرطان الخصية.

## الترويج له
تعد صناديق الأورام ، وأنظمة الرعاية الصحية، والمراكز الطبية، والمنظمات غير الحكومية، مثل شبكة صحة الرجال ، مجرد عدد قليل من المنظمات الأمريكية التي ترعى الأحداث خلال شهر صحة البروستاتا الوطني. يتم تقديم فحوصات مجانية لأمراض البروستاتا في المستشفيات والمراكز الصحية وأماكن العمل. يتم إرسال معلومات إلى الأطباء حول كيفية استخدام الشهر الوطني لصحة البروستاتا، كطريقة لتذكير مرضاهم بصحة البروستاتا. يستخدم مجلس تثقيف سرطان البروستاتا الرياضة لنشر الوعي حول تأثيرات صحة البروستاتا والموارد. على سبيل المثال، تخصص فرق كرة القدم الأميركية مبارياتها المنزلية للتوعية بسرطان البروستاتا، كما تقوم بطولات الجولف وسباقات 5 كيلومترات بتوزيع المواد الإعلامية على الجماهير والمشاركين في مقابل الحصول على جوائز.